# Каминские
О потомках Ратши см. Каменские

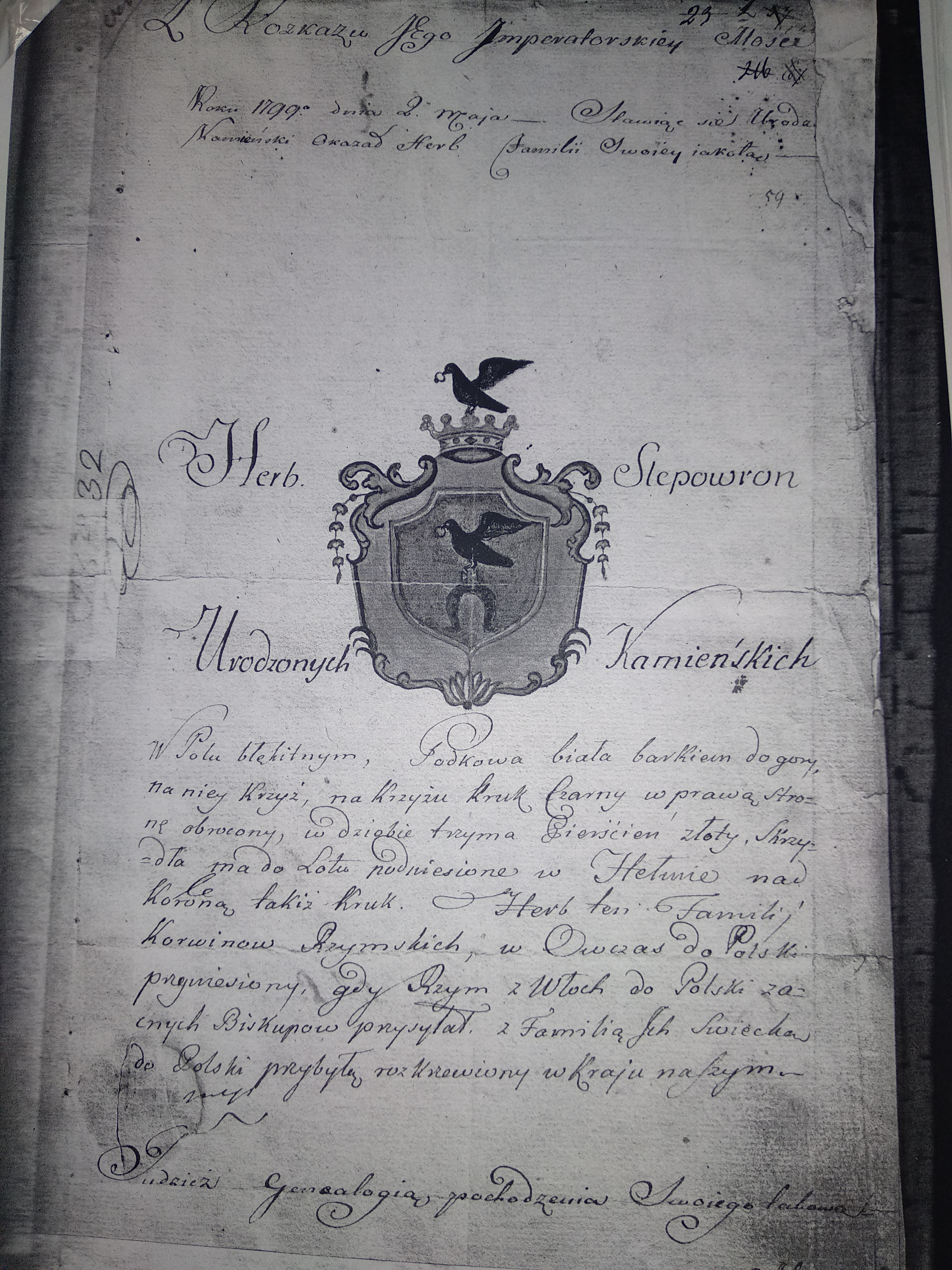
Герб Слеповрон.

Ками́ньские или Каменьские — польские дворянские роды гербов Лук, Топор, Знин, Сулима и Равич. К роду Каминских принадлежит герб Слеповрон.
Все эти роды восходят к началу XVII века. Из рода Каминского-Сулима — Юлиан-Александр Каминский (1805—1860), известный геральдик, собрал и издал на польском языке «Материалы для истории Каменских и Каминских».
В архиве Житомирской области Украины по состоянию на 28.05.19 хранятся дела о дворянском присхождении Каминских.

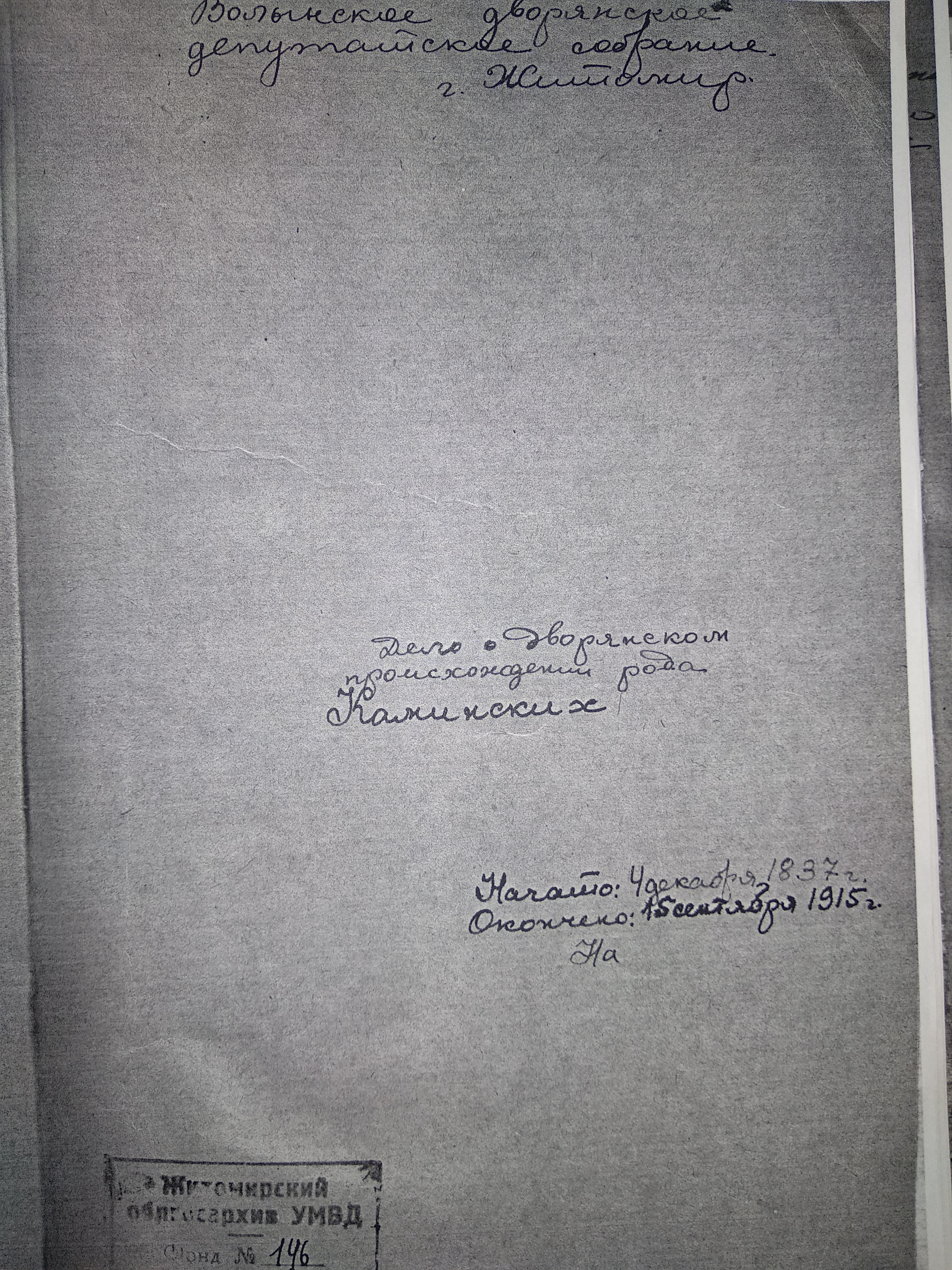
Дело о дворянском происхождении рода Каминских

Из родословной известно, что «… Александр Каминский из Новогорской земли участвовал в выборах короля Польского Владислава Сигизмунда в 1632 году ноября 8…».

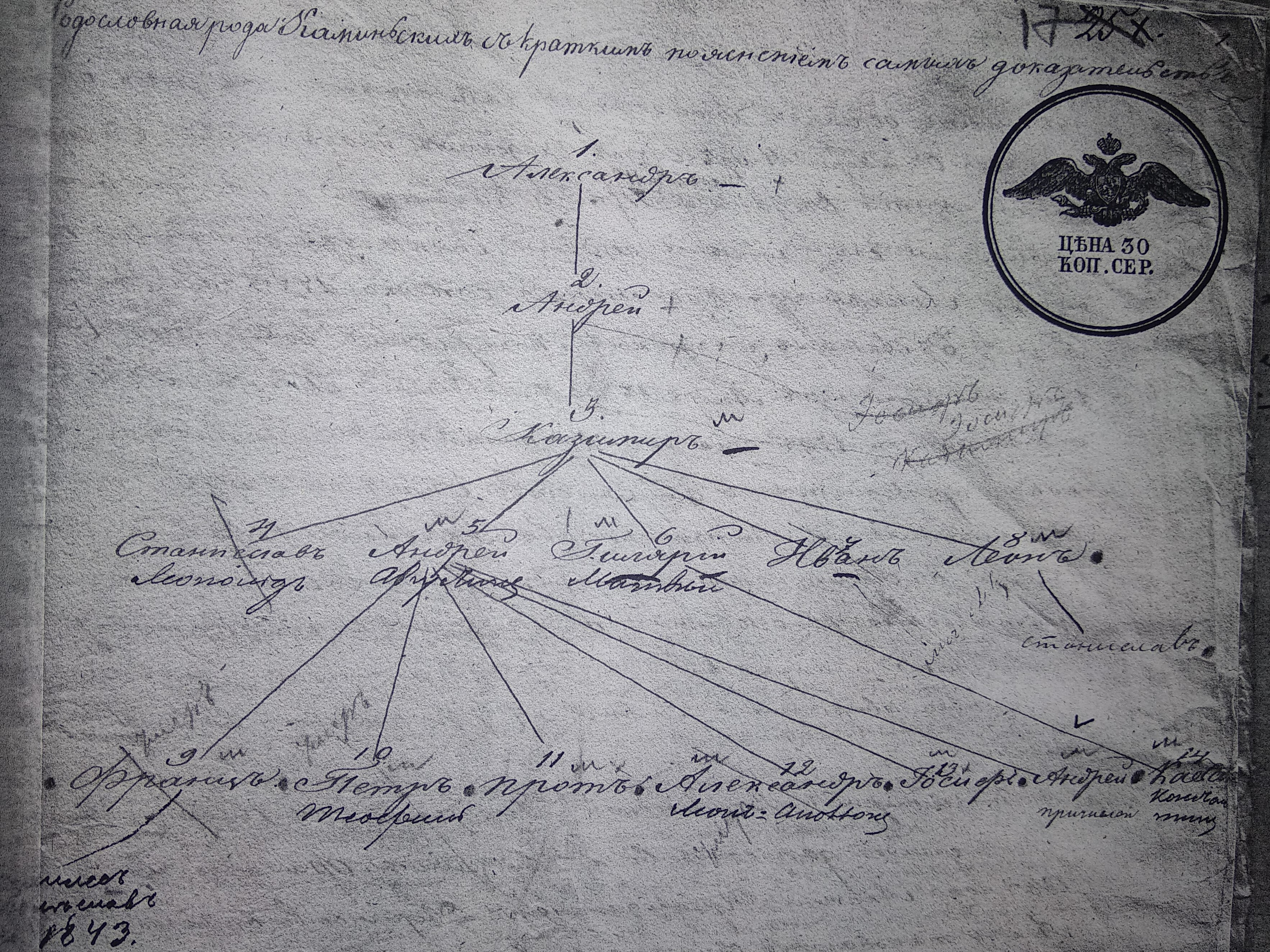
Схема родословной Каминских

## Каменские
Польские роды Каменских (пол. Kamieński) приписаны к 30-ти гербам, с том числе: Холева, Доленга, Ястрженбец, Одровонж, Равич, Слеповрон.
Последний внесён в VI часть родословной книги Виленской губернии. Генрих Иванович Каменский, генерал польских войск, убит в сражении под Остроленкой в 1831.
В Общий гербовник дворянских родов Российской империи (часть 6, 1-е отделение, стр. 137) внесён следующий герб Роля Каменских:
В щите, имеющем красное поле, изображена серебряная роза и по сторонам оной три золотые резака, употребляемые в садах при очистке деревьев. Щит увенчан дворянскими шлемом и короной с павлиньими перьями. Намёт на щите красный, подложен серебром. Щит держат два льва.
О самом роде Каменских, использующей такой герб, в гербовнике сказано следующее:

Фамилия Каменских происходит из Польского шляхетства. Ярошь Каменский владел в Польше деревнями, которые внук его Иван Каменский в 1696-м году разделил с братом своим Петром. Мартын Степанов приобрел себе особо маетность. Иван Михайлов сын Каменский выехал в Оршанский повет. Происшедшие от сего рода Лука, Василий и Мартын Каменские с потомством их, по указу ЕГО ВЕЛИЧЕСТВА блаженной памяти ГОСУДАРЯ ИМПЕРАТОРА ПАВЛА I-го, последовавшему на доклад Правительствующего Сената 1797 года Сентября в 11-й день, утверждены в древнем дворянстве. Все сие доказывается разными документами, хранящимися в Герольдии.

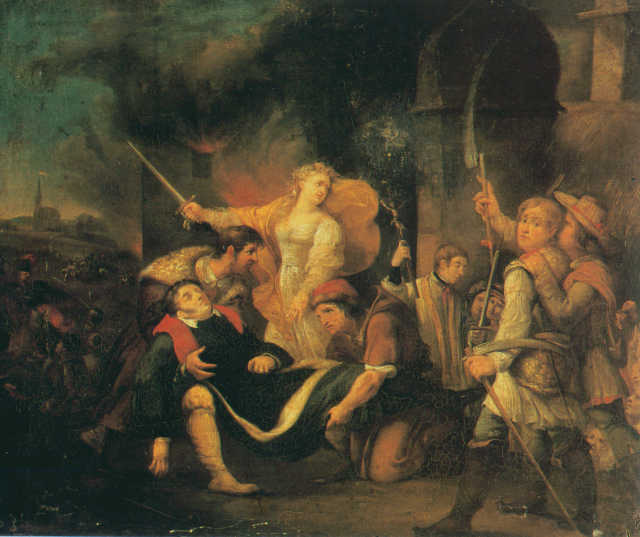
Худ. Р. Хадзевич. Смерть генерала Генриха Каменского под Остроленкой.